# Сражение у каменных домов
Сражение у каменных домов (англ. Battle of Stone Houses) — бой между отрядом техасских рейнджеров и воинами из индейского племени кичай, который произошёл 10 ноября 1837 года на севере Техаса в 16 км к югу от современного города  Уиндторс. Сражение получило название из-за нескольких скальных насыпей, расположенных рядом с местом боя, которые индейцам называли каменными домами.

## История
В начале октября 1837 года кичай совершили набег на форт Смит, расположенный на реке Литл-Ривер. 13 октября рота техасских рейнджеров во главе с капитаном Уильямом Истлендом отправилась за ними в погоню, но вскоре техасцы  потеряли след. Из-за ссоры Истленда с лейтенантом Ван Бентхюсеном, рота разделилась на две группы. Ван Бентхюсен взял с собой 17 человек и двинулся на север. 1 ноября его группа обнаружила следы индейцев и продолжила путь на север к реке Бразос. 3 ноября недалеко от места, где позднее будет основан форт Белкнап, рейнджеры обнаружили нескольких чероки и делаваров, среди которых находился проводник-кичай, который был тут же убит техасцами. Чероки и делавары заявили, что являются друзьями белых людей и ведут войну с команчами. Рейнджеры не стали вступать с ними в конфликт и продолжили поиски кичай.
10 ноября техасцы обнаружили кичай, которые перестали скрываться и приготовились к бою. Чероки и делавары, которые сопровождали рейнджеров, предложили заключить мирное соглашение. Феликс Маккласки, один из рейнджеров Ван Бентхюсена, открыл огонь и убил одинокого индейца, приближавшегося к белым. Он заявил при этом, что лишил бы жизни любого туземца за пачку табака. Затем Маккласки подошёл к убитому и забрал табак. Делавары и чероки покинули рейнджеров, предупредив их, что кичай отомстят за павшего. Убийство соплеменника привело в ярость кичай, которые напали на техасцев. Рейнджеры бросили своих лошадей и скрылись в овраге, приготовившись к обороне. В начале боя техасцам удалось убить вождя кичай. Индейцы отступили, а затем снова атаковали. Бой длился около двух часов, после чего кичай решили поджечь траву, чтобы рейнджеры покинули своё укрытие. Техасцы были вынуждены искать спасения в ближайшем лесу. Четверо рейнджеров было убито в овраге; ещё шестеро — во время бегства. 27 ноября восемь выживших техасцев, среди которых были Ван Бентхюсен и Маккласки, смогли добраться до ближайшего поселения на реке Сабин. Потеряв всех своих лошадей и снаряжение, они проделали весь обратный путь пешком.